# Парламентські вибори в Сан-Марино 1955
Парламентські вибори в Сан-Марино проходили 14 серпня 1955 року.
Християнсько-демократична партія залишилася найбільшою партією Генеральної ради Сан-Марино, отримавши 23 з 60 місць. Однак, Комуністична і Соціалістична партії, які отримали в сумі 35 місць, сформували парламентську більшість.

## Результати
| Партія                                      | Голоси | %    | Місць | +/–  |
| ------------------------------------------- | ------ | ---- | ----- | ---- |
| Християнсько-демократична партія            | 2 006  | 38,2 | 23    | -3   |
| Комуністична партія                         | 1 656  | 31,6 | 19    | +1   |
| Соціалістична партія                        | 1 338  | 25,5 | 16    | +3   |
| Незалежна демократична соціалістична партія | 245    | 4,7  | 2     | нова |
| Недійсних/порожніх бюлетенів                | 118    | –    | –     | –    |
| Всього                                      | 5 363  | 100  | 60    | 0    |
| Зареєстрованих виборців/ Явка               | 7 654  | 70,1 | –     | –    |
| Джерело: Nohlen & Stöver                    |        |      |       |      |